# 綠類錦夜蛾
綠類錦夜蛾（学名：Euplexidia pallidivirens）为夜蛾科類錦夜蛾屬下的一个种。